# Николай Шиваров
Николай Стефанов Шиваров е български библеист и езиковед, професор, доктор на богословието. Преподава в Богословския факултет на Софийския и Великотърновския университет, а също и в Нов български университет. Автор е на множество трудове с широк тематичен спектър. Основна сфера на проучванията му са тълкувание на Стария Завет, въпроси от старозаветната история, библейската археология и херменевтика.

## Биография
Роден е през 1930 година. Завършва Софийската духовна семинария през 1949 година и Духовната академия през 1953 година. Докторант е в катедра „Свещено писание на Стария Завет“ в периода 1953 – 1957 година. Става асистент, старши преподавател, доцент, а в 1971 година и професор.
Преподавател във Великотърновския университет „Св. св. Кирил и Методий“ и Пловдивския университет „Паисий Хилендарски“ – Филиал „Любен Каравелов“ в Кърджали. Преподава в Нов български университет от основаването му през 1991 година и води курсове по „Библейска археология“, „Библейска история“, „Въведение в Светото писание“, „Библейски символи в християнското изкуство“, „Библейска ангелология и демонология“, „Литургика“, „Угарит“, „Въведение в юдаизма“ и други.
Николай Шиваров е консултант на Pro Oriente във Виена от 1972 година, член и консултант е на редица международни комисии.
Офикията протопрезвитер му е дадена от патриарх Диодор Йерусалимски през 1989 година. Носител е на редица отличия, сред които на Антиохийската патриаршия, солунския митрополит, архиепископа на Кентърбъри и други. На 30 януари 2011 година Николай Шиваров е удостоен с ордена на Българската патриаршия „Св. св. Кирил и Методий“, I степен.
Почива на 2 януари 2022 година. Опелото му се извършва  на 8 януари в столичния храм „Преображение Господне“ от епископ Поликарп Белоградчишки в служение с други свещенослужители. Погребан е в Централните софийски гробища.